# 오늘만은 참으세요
"오늘만은 참으세요"는 1986년에 개봉한 대한민국의 영화이다.

## 캐스팅
- 채풍화
- 원랑
- 선우일란
- 왕청
- 김석훈
- 국정환
- 남포동
- 신은정
- 문미봉
- 전복희
- 김승환
- 정민영
- 최건호